# Rothsee (Zusmarshausen)
Der Rothsee ist ein Stausee bei Zusmarshausen im bayerischen Landkreis Augsburg in Deutschland.
Er ist aus dem Aufstau der Roth um 2,5 m entstanden und dient der Naherholung. Der See befindet sich 20 km westlich von Augsburg an der Bundesstraße 10, etwa einen Kilometer südlich der Bundesautobahn-8-Ausfahrt Zusmarshausen und östlich des Marktes Zusmarshausen.

## Einrichtungen
Den Erholungssuchenden stehen Parkplätze, Liegewiesen, Kinderplanschbecken, Umkleidekabinen, Imbisswagen und Toilettenanlagen zur Verfügung. Eine Wasserwacht-Station sorgt für die Sicherheit der Badegäste und Schlittschuhläufer.